# Иван Вълев
Маестро Иван Димитров Вълев е български диригент и учител по музика.
Роден на 14 август 1928 г. в Луковит в семейството на чиновник. Основното и средното си образование завършва в своя роден град. Още като ученик е активен музикант в гимназиалния духов оркестър, оркестрант в оперетите на учителя по музика Дамян Брайков. Гимназия завършва през 1946 година. Приет е в Юридическия факултет на Софийския университет. Изучавайки специалността „Право“, Иван Вълев е сред юридическата гилдия и практикува в продължение на две години. Паралелно с работата на юридическото поприще у него се заражда непреодолимо влечение и интерес към музиката. След конкурсен изпит през 1948 г., включващ теоретични и практически дисциплини, Иван Вълев е приет в Държавната музикална академия. През учебните години 1952 – 1953 и 1953 – 1954 г. е учител по музика в Луковитската гимназия. След престой от осем години в Луковит напуска града през октомври 1960 г. и се премества да живее в Плевен. Там първоначално постъпва в Детската музикална школа като преподавател по предметите солфеж, елементарна теория и акордеон. От 1 септември 1961 г. е назначен за главен художествен ръководител на Северняшкия ансамбъл. От тогава името на Иван Вълев се свързва със съдбата и бъдещото на този ансамбъл. Като композитор той създава голям брой хорови песни – а капела или такива с инструментален съпровод. Голяма част от тези песни са писани за нуждите на Северняшкия ансамбъл, признатите за шедьоври на нежния лиричен изказ песни „Тъкала ли си, момина мале“, „Неранза“, „Преклони са, булнеле“ и др.
Заедно със свои колеги – преподаватели по музика, откриват през 1952 г. в Народно читалище „Съзнание – 1895“ – гр. Луковит втората в Северна България Детска музикална школа с класове по седем инструмента – струнни, клавирни, духови. След това в периода от 1954 до 1960 г. взима участие в създаването на Симфоничен оркестър и Оперетен състав в гр. Луковит. На сцената на читалището дирижира оперетите „Запорожецът отвъд Дунава“, „Царицата на Чардаша“ и „Мамзел Нитуш“.

## Награди
Иван Вълев е Удостоен е с високи държавни и обществени отличия, между които „Златна лира“, „Кристална лира“ (1998), II награда на Национален конкурс за 16 детска певческа формация (1999), носител е на ордените „Св. св. Кирил и Методий“ и „Стара планина“, почетен гражданин е на родния си град Луковит и на Плевен. Посмъртно е награден с „Кристално огърлие“ – най-високото отличие на СБМТД (2018).
Умира на 31 март 2010 г.